# Traiettoria
Traiettoria (Trajectoire) est une œuvre mixte pour piano et dispositif électronique du compositeur italien Marco Stroppa composée entre 1982 et 1984 puis révisée en 1988. 

## Historique
L'œuvre a été créée par le pianiste Adriano Ambrosini à Venise le 22 septembre 1985, une version révisée a été créée en 1988 à Amsterdam par Pierre-Laurent Aimard.

## Structure
L'œuvre se divise en trois parties :
- Traiettoria... deviata
- Dialoghi
- Contrasti